# Guy van Grinsven
Guy van Grinsven (6. ledna 1949, Maastricht – 11. října 2021, tamtéž) byl holandský fotograf. Působil jako hlavní fotograf pro nizozemského houslistu a kapelníka Andrého Rieu a cestoval po světě s královnou Beatrix.

## Životopis
Van Grinsven byl zakladatelem společnosti „Studiopress“ a pracoval ve svém fotoateliéru v Maastrichtu. Byl také televizním producentem a moderátorem týdenního programu Level Bizz Magazine na limburském kanálu L1. Byl také vydavatelem časopisu Level Bizz magazine euregio, pro region Euregio Meuse-Rhine. V roce 2009 fotografoval pro KRO, s moderátorkou Anitou Witzier, pracoval na kalendáři pro program Blootgewoon, spolu s fotografkou Patricií Steur.
Svou kariéru zahájil jako letecký inženýr u výrobce letadel Fokker. Fotografování bylo zpočátku jen jeho koníčkem, ale vyučil se na holandské Fotovakschool. Po získání profesního diplomu mohl pracovat jako fotograf a své zkušenosti získal v Amsterdamu v různých mezinárodně působících reklamních foto studiích. Než se v Maastrichtu etabloval jako nezávislý fotograf, pracoval po dobu tří let jako fotograf pro Nationaal Fotopersbureau (NFP), který byl také nizozemským korespondentem Associated Press. Předtím jako fotograf různých médií často doprovázel královskou rodinu na státních návštěvách po celém světě.
Guy van Grinsven byl jediným holandským fotografem a kameramanem, který byl svědkem útoku na World Trade Center v New Yorku teroristické útoky 11. září 2001. Jeho obrazy byly široce vysílány v televizi a publikovány v mnoha novinách a časopisech. V roce 2011 se Van Grinsven vrátil do New Yorku, aby vytvořil novou sérii fotografií podle principu „Dear-Photography“ (staré snímky v nových situacích), přičemž současný obraz New Yorku je podpořen snímky z minulosti, publikované mimo jiné v časopisu Level Bizz Magazine.
Od roku 2012 se zaměřoval na výrobu fotografických knih o městech a jejich okolí, zejména v Euregionu Meuse-Rýn. První (anglická) fotokniha byla vydána na podzim 2013 pod názvem All around Maastricht volume 1, za krátkou dobu byla vyprodána, a v roce 2015 vyšla úplně nová kniha, pod stejným názvem jako druhý svazek. Stejně jako některé fotoknihy na zakázku, včetně jedné pro mezinárodně působící společnost Antonius Vesselheads v Maasbrachtu. V roce 2018/2019 se v Maastrichtském muzeu Vrijthof konala velká retrospektivní výstava s názvem Přežití a pod stejným názvem byla vydána jeho fotokniha. V prosinci 2019, částečně ze zdravotních důvodů, van Grinsven přesunul své fotografické studio do své galerie v srdci Maastrichtu.
Točil televizní dokumenty, přibližně 150 epizod, s humanitárním, historickým nebo kulturním pozadím. Známé jsou jeho dokumenty o první a druhé světové válce a projekty pomoci, jako jsou projekty nadace Pimma v Guatemale a Salvadoru a rekonstrukce sirotčince v Port-au-Prince na Haiti po zemětřesení v roce 2010.